# Discographie de Britney Spears
Britney Spears, chanteuse et auteure-compositrice américaine, a sorti 9 albums studio, 5 compilations, 3 albums de remixes, et une cinquantaine de singles. Elle a vendu environ 200 millions de disques à travers le monde,.
Dans les classements américains, Britney Spears atteint le sommet du Billboard Hot 100 cinq fois, avec les titres Baby One More Time, Womanizer, 3, Hold It Against Me et S&M, ainsi que le top 10 du même classement avec les titres (You Drive Me) Crazy, Oops!...I Did It Again, Toxic, Gimme More, Circus, Till The World Ends, I Wanna Go, Scream & Shout. Dans le classement du Billboard 200, la chanteuse parvient à classer six albums à la premiere place : ...Baby One More Time, Oops!... I Did It Again, Britney, In the Zone, Circus et Femme Fatale.
En 1998, elle sort son premier single ...Baby One More Time, issu de l'album du même nom, qui la propulse au niveau international. En 2000, la chanteuse sort son second album, Oops!... I Did It Again, qui se vend à plus de 1,3 million d'exemplaires la semaine de sa sortie aux États-Unis, devenant alors l'album le plus vendu lors de sa première semaine par une artiste féminine (ce record sera battu par Adele en 2015). En 2001, elle sort son troisième opus, Britney, avant de faire une pause de deux ans.
Pour son retour, Britney Spears publie In the Zone, en 2003, qui contient notamment le titre Toxic, pour lequel elle recevra son premier Grammy. Son cinquième album, Blackout, ne paraît que quatre ans plus tard, alors que la chanteuse traverse une période difficile.
Circus, son sixième album, sort en 2008 et permet à Britney Spears de retrouver le succès, notamment grâce aux titres Womanizer et Circus. Après avoir enchaîné en 2011 avec Femme Fatale, elle publie Britney Jean en 2013, suivi par Glory en 2016, qui ne rencontrent pas le succès escompté.

## Albums

### Albums studio
| Album                                          | Classements | Classements | Classements | Classements | Classements | Classements | Classements | Classements | Classements | Classements | Classements | Classements | Classements | Classements | Classements | Classements | Certifications                                                          | Ventes mondiales |
| Album                                          | É-U         | CAN         | R-U         | IRL         | FRA         | ESP         | ITA         | SUI         | BE/W        | BE/F        | P-B         | ALL         | AUT         | SUE         | AUS         | N-Z         | Certifications                                                          | Ventes mondiales |
| ---------------------------------------------- | ----------- | ----------- | ----------- | ----------- | ----------- | ----------- | ----------- | ----------- | ----------- | ----------- | ----------- | ----------- | ----------- | ----------- | ----------- | ----------- | ----------------------------------------------------------------------- | ---------------- |
| ...Baby One More Time - Label : Jive Records   | 1           | 1           | 2           | 6           | 4           | 2           | 13          | 1           | 2           | 2           | 3           | 1           | 2           | 10          | 2           | 3           | : 14x Platine : Diamant : 4x Platine : 2x Platine : 3x Or : 4x Platine  | 25 000 000       |
| Oops!... I Did It Again - Label : Jive Records | 1           | 1           | 2           | 3           | 1           | 2           | 5           | 1           | 1           | 1           | 1           | 1           | 1           | 1           | 2           | 2           | : Diamant : 5x Platine : 3x Platine : Platine : 3x Platine : 3x Platine | 20 000 000       |
| Britney - Label : Jive Records                 | 1           | 1           | 4           | 3           | 2           | 3           | 10          | 1           | 7           | 3           | 11          | 1           | 1           | 6           | 4           | 17          | : 4x Platine : 3x Platine : Platine : Platine : Platine : 2x Platine    | 10 000 000       |
| In the Zone - Label : Jive Records             | 1           | 2           | 13          | 4           | 1           | 14          | 16          | 6           | 5           | 7           | 9           | 2           | 10          | 8           | 10          | 25          | : 3x Platine : 3x Platine : Platine : 2x Or : 2x Or : Platine           | 8 000 000        |
| Blackout - Label : Jive Records                | 2           | 1           | 2           | 1           | 2           | 11          | 6           | 4           | 6           | 17          | 14          | 10          | 6           | 11          | 3           | 8           | : 2x Platine : 2x Platine : Platine : Or : Platine                      | 3 000 000        |
| Circus - Label : Jive Records                  | 1           | 1           | 4           | 2           | 3           | 10          | 9           | 1           | 4           | 7           | 10          | 9           | 9           | 19          | 3           | 6           | : 3x Platine : 4x Platine : Platine : Or : 2x Platine                   | 4 500 000        |
| Femme Fatale - Label : Jive Records            | 1           | 1           | 8           | 4           | 4           | 4           | 4           | 2           | 5           | 8           | 7           | 10          | 10          | 5           | 1           | 3           | : Platine : 2x Platine : Or : Or                                        | 2 500 000        |
| Britney Jean - Label : RCA Records             | 4           | 7           | 34          | 15          | 22          | 12          | 14          | 9           | 26          | 32          | 36          | 20          | 13          | 28          | 12          | 22          | : Or : Or                                                               | 600 000          |
| Glory - Label : RCA Records                    | 3           | 4           | 2           | 15          | 6           | 2           | 1           | 4           | 4           | 3           | 8           | 3           | 6           | 12          | 4           | 8           | : Or                                                                    | 400 000          |

### Compilations
| Album                                                                 | Classements | Classements | Classements | Classements | Classements | Classements | Classements | Classements | Classements | Classements | Classements | Classements | Classements | Classements | Classements | Classements | Certifications                                             | Ventes mondiales |
| Album                                                                 | É-U         | CAN         | R-U         | IRL         | FRA         | ESP         | ITA         | SUI         | BE/W        | BE/F        | P-B         | ALL         | AUT         | SUE         | AUS         | N-Z         | Certifications                                             | Ventes mondiales |
| --------------------------------------------------------------------- | ----------- | ----------- | ----------- | ----------- | ----------- | ----------- | ----------- | ----------- | ----------- | ----------- | ----------- | ----------- | ----------- | ----------- | ----------- | ----------- | ---------------------------------------------------------- | ---------------- |
| Greatest Hits: My Prerogative - Label : Jive Records                  | 4           | 3           | 2           | 1           | 1           | 8           | 7           | 6           | 2           | 5           | 7           | 4           | 4           | 14          | 4           | 17          | : Platine : Platine : 3x Platine : 2x Or : Or : 2x Platine | 6 500 000        |
| The Singles Collection - Label : Jive Records                         | 22          | 19          | 38          | 24          | -           | 43          | 27          | 51          | 23          | 50          | 77          | 80          | -           | -           | 23          | 22          | : 6x Platine : Platine : Or                                | 1 000 000        |
| Oops! I Did It Again: The Best of Britney Spears - Label : Sony Music | -           | -           | -           | -           | -           | -           | -           | -           | -           | -           | -           | -           | -           | -           | -           | -           |                                                            |                  |
| Playlist : The Very Best of - Label : Legacy                          | 111         | -           | -           | -           | -           | -           | -           | -           | -           | -           | -           | -           | -           | -           | -           | -           |                                                            |                  |
| The Essential - Label : Legacy                                        | 185         | 37          | -           | 80          | -           | -           | -           | -           | -           | -           | -           | -           | -           | -           | -           | -           |                                                            |                  |

#### Compilations de remixes
| Album                                                         | Classements | Classements | Classements | Classements | Classements | Classements | Classements | Classements | Classements | Classements | Classements | Classements | Classements | Classements | Classements | Classements | Certifications | Ventes mondiales |
| Album                                                         | É-U         | CAN         | R-U         | IRL         | FRA         | ESP         | ITA         | SUI         | BE/W        | BE/F        | P-B         | ALL         | AUT         | SUE         | AUS         | N-Z         | Certifications | Ventes mondiales |
| ------------------------------------------------------------- | ----------- | ----------- | ----------- | ----------- | ----------- | ----------- | ----------- | ----------- | ----------- | ----------- | ----------- | ----------- | ----------- | ----------- | ----------- | ----------- | -------------- | ---------------- |
| B in the Mix: The Remixes - Label : Jive Records              | 134         | -           | -           | -           | -           | -           | 59          | -           | 99          | -           | -           | -           | -           | -           | -           | -           |                |                  |
| B in the Mix: The Remixes Vol. 2 - Label : RCA Records        | 47          | -           | -           | -           | 57          | 39          | 29          | -           | 69          | -           | -           | -           | -           | -           | -           | -           |                |                  |
| Oops!...I Did It Again (Remixes and B-Sides) - Label : Legacy | 165         | -           | -           | -           | -           | -           | -           | -           | -           | -           | -           | -           | -           | -           | -           | -           |                |                  |

## Singles

### Années 1990
| Année | Single                             | Classements                                                                  | Classements | Classements | Classements | Classements | Classements | Classements | Classements | Classements | Classements | Classements | Classements | Classements | Classements | Classements | Classements | Album                 |
| Année | Single                             | É-U                                                                          | CAN         | R-U         | IRL         | FRA         | ESP         | ITA         | SUI         | BE/W        | BE/F        | P-B         | ALL         | AUT         | SUE         | AUS         | N-Z         | Album                 |
| ----- | ---------------------------------- | ---------------------------------------------------------------------------- | ----------- | ----------- | ----------- | ----------- | ----------- | ----------- | ----------- | ----------- | ----------- | ----------- | ----------- | ----------- | ----------- | ----------- | ----------- | --------------------- |
| 1998  | ...Baby One More Time              | 1                                                                            | 1           | 1           | 1           | 1           | -           | 1           | 1           | 1           | 1           | 1           | 1           | 1           | 1           | 1           | 1           | ...Baby One More Time |
| 1999  | Sometimes                          | 21                                                                           | 7           | 3           | 5           | 13          | 13          | 6           | 7           | 6           | 1           | 1           | 6           | 6           | 4           | 2           | 1           | ...Baby One More Time |
| 1999  | (You Drive Me) Crazy               | 10                                                                           | 3           | 5           | 3           | 2           | 14          | 7           | 4           | 1           | 3           | 2           | 4           | 10          | 2           | 12          | 5           | ...Baby One More Time |
| 1999  | Born to Make You Happy             | X                                                                            | X           | 1           | 1           | 9           | 16          | 9           | 3           | 4           | 5           | 6           | 3           | 8           | 2           | X           | X           | ...Baby One More Time |
| 1999  | From the Bottom of My Broken Heart | 14                                                                           | 25          | X           | X           | X           | X           | X           | X           | X           | X           | X           | X           | X           | X           | 37          | 23          | ...Baby One More Time |
|       |                                    | Le sigle « X » signifie que le titre n'est pas sorti en single dans ce pays. |             |             |             |             |             |             |             |             |             |             |             |             |             |             |             |                       |

### Années 2000
| Année | Single                              | Classements                                                                  | Classements | Classements | Classements | Classements | Classements | Classements | Classements | Classements | Classements | Classements | Classements | Classements | Classements | Classements | Classements | Album                         |
| Année | Single                              | É-U                                                                          | CAN         | R-U         | IRL         | FRA         | ESP         | ITA         | SUI         | BE/W        | BE/F        | P-B         | ALL         | AUT         | SUE         | AUS         | N-Z         | Album                         |
| ----- | ----------------------------------- | ---------------------------------------------------------------------------- | ----------- | ----------- | ----------- | ----------- | ----------- | ----------- | ----------- | ----------- | ----------- | ----------- | ----------- | ----------- | ----------- | ----------- | ----------- | ----------------------------- |
| 2000  | Oops!... I Did It Again             | 9                                                                            | 1           | 1           | 2           | 4           | 1           | 1           | 1           | 1           | 3           | 1           | 2           | 2           | 1           | 1           | 1           | Oops!... I Did It Again       |
| 2000  | Lucky                               | 23                                                                           | 2           | 5           | 2           | 16          | 12          | 8           | 1           | 10          | 9           | 4           | 1           | 1           | 1           | 3           | 4           | Oops!... I Did It Again       |
| 2000  | Stronger                            | 11                                                                           | 9           | 7           | 6           | 20          | 15          | 16          | 6           | 14          | 15          | 12          | 4           | 4           | 4           | 13          | 15          | Oops!... I Did It Again       |
| 2001  | Don't Let Me Be the Last to Know    | X                                                                            | X           | 12          | 12          | 27          | -           | 23          | 9           | 34          | 13          | 21          | 12          | 7           | 12          | X           | X           | Oops!... I Did It Again       |
| 2001  | I'm A Slave 4 U                     | 27                                                                           | 8           | 4           | 6           | 8           | 6           | 4           | 4           | 4           | 6           | 9           | 3           | 6           | 7           | 7           | 13          | Britney                       |
| 2002  | Overprotected                       | 86                                                                           | 23          | 4           | 9           | 15          | 14          | 9           | -           | 14          | 9           | 12          | -           | -           | 2           | 16          | -           | Britney                       |
| 2002  | I'm Not a Girl, Not Yet a Woman     | -                                                                            | -           | 2           | 3           | 25          | 16          | 16          | 16          | 26          | 22          | 9           | 10          | 3           | 4           | 7           | 40          | Britney                       |
| 2002  | I Love Rock 'n' Roll                | X                                                                            | 32          | 13          | 8           | -           | -           | 20          | 15          | 27          | 15          | 18          | 7           | 9           | 15          | 13          | -           | Britney                       |
| 2002  | Boys (avec Pharrell Williams)       | -                                                                            | 21          | 7           | 10          | 55          | 16          | 30          | 20          | 10          | 7           | 13          | 19          | 18          | 11          | 14          | 39          | Britney                       |
| 2002  | Anticipating                        | X                                                                            | X           | X           | X           | 38          | X           | X           | X           | X           | X           | X           | X           | X           | X           | X           | X           | Britney                       |
| 2003  | Me Against the Music (avec Madonna) | 35                                                                           | 2           | 2           | 1           | 11          | 1           | 2           | 4           | 3           | 5           | 5           | 5           | 12          | 15          | 1           | 13          | In The Zone                   |
| 2004  | Toxic                               | 9                                                                            | 1           | 1           | 1           | 3           | 5           | 4           | 4           | 6           | 6           | 6           | 4           | 5           | 2           | 1           | 2           | In The Zone                   |
| 2004  | Everytime                           | 15                                                                           | 2           | 1           | 1           | 2           | -           | -           | 6           | 5           | 4           | 4           | 4           | 4           | 3           | 1           | -           | In The Zone                   |
| 2004  | Outrageous                          | 79                                                                           | -           | -           | -           | -           | -           | -           | -           | -           | -           | -           | -           | -           | -           | -           | -           | In The Zone                   |
| 2004  | My Prerogative                      | -                                                                            | -           | 3           | 1           | 18          | 2           | 1           | 4           | 3           | 3           | 10          | 3           | 7           | 6           | 7           | 17          | Greatest Hits: My Prerogative |
| 2005  | Do Somethin'                        | 100                                                                          | 16          | 6           | 4           | 70          | -           | -           | 11          | 12          | 9           | 13          | 18          | 21          | 10          | 8           | -           | Greatest Hits: My Prerogative |
| 2005  | Someday (I Will Understand)         | -                                                                            | -           | -           | -           | -           | -           | -           | 8           | 11          | 17          | 36          | 22          | 32          | 10          | -           | -           | Britney & Kevin: Chaotic      |
| 2007  | Gimme More                          | 3                                                                            | 1           | 3           | 2           | 5           | -           | 2           | 4           | 4           | 5           | 35          | 7           | 8           | 2           | 3           | 15          | Blackout                      |
| 2007  | Piece of Me                         | 18                                                                           | 5           | 2           | 1           | -           | -           | 11          | 19          | 36          | 36          | 41          | 7           | 6           | 9           | 2           | 4           | Blackout                      |
| 2008  | Break the Ice                       | 43                                                                           | 9           | 15          | 7           | -           | -           | -           | 63          | -           | -           | 61          | 25          | 39          | 11          | 23          | 24          | Blackout                      |
| 2008  | Womanizer                           | 1                                                                            | 1           | 3           | 2           | 1           | 8           | 7           | 2           | 2           | 1           | 8           | 4           | 4           | 1           | 5           | 9           | Circus                        |
| 2008  | Circus                              | 3                                                                            | 2           | 13          | 12          | 16          | -           | -           | 19          | 27          | 37          | 41          | 11          | 14          | 6           | 6           | 4           | Circus                        |
| 2009  | If U Seek Amy                       | 19                                                                           | 13          | 20          | 11          | 11          | -           | -           | 61          | 8           | 16          | 63          | 36          | 34          | 13          | 11          | 17          | Circus                        |
| 2009  | Radar                               | 88                                                                           | 65          | 46          | 32          | 44          | -           | -           | -           | -           | -           | -           | -           | -           | 8           | 46          | 32          | Circus                        |
| 2009  | 3                                   | 1                                                                            | 1           | 7           | 7           | 10          | 38          | 19          | 8           | 8           | 13          | 57          | 18          | 17          | 2           | 6           | 12          | The Singles Collection        |
|       |                                     | Le sigle « X » signifie que le titre n'est pas sorti en single dans ce pays. |             |             |             |             |             |             |             |             |             |             |             |             |             |             |             |                               |

### Années 2010
| Année | Single                             | Classements | Classements | Classements | Classements | Classements | Classements | Classements | Classements | Classements | Classements | Classements | Classements | Classements | Classements | Classements | Classements | Album             |
| Année | Single                             | É-U         | CAN         | R-U         | IRL         | FRA         | ESP         | ITA         | SUI         | BE/W        | BE/F        | P-B         | ALL         | AUT         | SUE         | AUS         | N-Z         | Album             |
| ----- | ---------------------------------- | ----------- | ----------- | ----------- | ----------- | ----------- | ----------- | ----------- | ----------- | ----------- | ----------- | ----------- | ----------- | ----------- | ----------- | ----------- | ----------- | ----------------- |
| 2011  | Hold It Against Me                 | 1           | 1           | 6           | 5           | 31          | 6           | 2           | 7           | 1           | 2           | 20          | 23          | 16          | 9           | 4           | 1           | Femme Fatale      |
| 2011  | Till The World Ends                | 3           | 4           | 21          | 7           | 8           | 11          | 17          | 7           | 6           | 12          | 29          | 27          | 43          | 4           | 8           | 10          | Femme Fatale      |
| 2011  | S&M (Remix) (avec Rihanna)         | 1           | -           | -           | -           | -           | -           | -           | -           | -           | -           | -           | -           | -           | -           | -           | -           | —                 |
| 2011  | I Wanna Go                         | 7           | 5           | -           | 41          | 5           | 41          | 42          | 27          | 5           | 15          | -           | 32          | 43          | 30          | 31          | 22          | Femme Fatale      |
| 2011  | Criminal                           | 55          | 16          | -           | -           | 13          | 46          | -           | 33          | 24          | 38          | -           | -           | -           | 36          | -           | -           | Femme Fatale      |
| 2012  | Scream & Shout (avec Will.i.am)    | 3           | 1           | 1           | 1           | 1           | 1           | 1           | 1           | 1           | 1           | 1           | 1           | 1           | 2           | 2           | 1           | willpower         |
| 2013  | Ooh La La                          | 54          | 37          | 72          | -           | 73          | -           | -           | -           | -           | -           | -           | 86          | -           | -           | -           | -           | Les Schtroumpfs 2 |
| 2013  | Work Bitch                         | 12          | 5           | 7           | 13          | 6           | 8           | 6           | 25          | 11          | 14          | 45          | 36          | 37          | 30          | 22          | 28          | Britney Jean      |
| 2013  | Perfume                            | 76          | 70          | -           | 36          | 34          | 13          | -           | 74          | 41          | -           | 100         | 78          | 69          | -           | -           | -           | Britney Jean      |
| 2013  | SMS (Bangerz) (avec Miley Cyrus)   | -           | -           | -           | -           | -           | -           | -           | -           | -           | -           | -           | -           | -           | -           | -           | -           | Bangerz           |
| 2015  | Pretty Girls (avec Iggy Azalea)    | 29          | 16          | 16          | 60          | 25          | 85          | -           | -           | 42          | -           | -           | 88          | 74          | -           | 27          | -           | —                 |
| 2015  | Tom's Diner (avec Giorgio Moroder) | -           | -           | -           | -           | -           | -           | -           | -           | -           | -           | -           | -           | -           | -           | -           | -           | Déjà Vu           |
| 2016  | Make Me                            | 17          | 20          | 42          | 51          | 11          | 80          | 17          | 58          | -           | -           | -           | 71          | 61          | -           | 39          | -           | Glory             |
| 2016  | Slumber Party                      | 86          | 51          | -           | -           | 121         | -           | -           | -           | -           | -           | -           | -           | -           | -           | -           | -           | Glory             |

### Années 2020
| Année | Single                              | Classements | Classements | Classements | Classements | Classements | Classements | Classements | Classements | Classements | Classements | Classements | Classements | Classements | Classements | Classements | Classements | Album                 |
| Année | Single                              | É-U         | CAN         | R-U         | IRL         | FRA         | ESP         | ITA         | SUI         | BE/W        | BE/F        | P-B         | ALL         | AUT         | SUE         | AUS         | N-Z         | Album                 |
| ----- | ----------------------------------- | ----------- | ----------- | ----------- | ----------- | ----------- | ----------- | ----------- | ----------- | ----------- | ----------- | ----------- | ----------- | ----------- | ----------- | ----------- | ----------- | --------------------- |
| 2020  | Mood Ring                           | -           | -           | -           | -           | -           | -           | -           | -           | -           | -           | -           | -           | -           | -           | -           | -           | Glory                 |
| 2020  | Swimming in the Stars               | -           | -           | -           | -           | -           | -           | -           | -           | -           | -           | -           | -           | -           | -           | -           | -           | Glory                 |
| 2020  | Matches (avec Backstreet Boys)      | -           | -           | -           | -           | -           | -           | -           | -           | -           | -           | -           | -           | -           | -           | -           | -           | Glory                 |
| 2022  | Hold Me Closer (avec Elton John)    | 6           | 3           | 3           | 2           | 65          | -           | 74          | 7           | 4           | 5           | 33          | 31          | 23          | 21          | 1           | 4           | The Lockdown Sessions |
| 2023  | Mind Your Business (avec Will.i.am) | -           | -           | -           | -           | -           | -           | -           | -           | -           | -           | -           | -           | -           | -           | -           | -           | —                     |